# سطايفي (موسيقى)
السطايفي هو نوع من الموسيقي الشعبية والاحتفالية في الجزائر. وهو يعتمد على إيقاع «الزندالي»، وهو إيقاع نشأ من سطيف، وأيضًا على المرافقة الحالية للوحة المفاتيح. هذه الموسيقى حاضرة للغاية اليوم في كل المهرجانات المغاربية.

## التاريخ
موسيقى السطايفي هي موسيقى احتفالية تهدف إلى تنشيط جميع أنواع الاحتفالات (الزواج، الختان، الحناء... ) انطلقت شهرتها بداية في شرق الجزائر، ومن سطيف بالتحديد، ومن هناك تأخذ اسمها، وفي عنابة مرورا بقسنطينة، قالمة، جيجل أو سوق أهراس. لكنها امتدت تدريجياً إلى البلد كله بفضل أغاني مثل «لالا مَدِّي يديك للحنة»، «خرجت ملحمام»، «جيبو الحنة»، «زوالي وفحل»، «نونا»، «يا صحة يا صحة»،«عندي وحدة يسموها لالا.» أو حتى «دوّر دوّر» «مول اشّاش».
وبناء على إيقاع زندالي من سطيف وعلى الأدوات الرئيسية مثل زرنة والدربوكة، تطور السطايفي كثيرا مع المطربين من الجيل الجديد.
ومن بين مطربي السطايفي التقليدي الذين كانوا برفقة أوركسترا حقيقية (زرنة، الدربوكة، الدف والكمان والبيانو والغيتار، البص) يمكن أن نذكر سمير السطايفي، بكاكشي الخير، مختار مزهود، الغالية، صالح القالمي، زبير بلخير، نور الدين السطايفي.
تولى آخرون المشعل ودمجوا السنثسيزر في موسيقاهم مثل جمال السطايفي، والشاب خلاص (من قسنطينة)، وشابة جميلة (من عنابة)، وعمار السطايفي، والشاب مامين (من العلمة)، وكمال العلمي، راضية منال (من سطيف)، صلاح العلمي، الشاب رشدي، الشاب سليم (من سكيكدة)، الشابة غنية (من قالمة)، الشاب وحيد (من قسنطينة)، الشاب زينو (من عنابة)، الشاب فرات (من تبسة)، محمد بنتوم (من سطيف).
ألهم السطايفي أيضا المطربين من أصل تونسي مثل عمر الحفصوني، وأصله من بلدة حدودية من غار الدماء والذي عاش في عنابة. يمكننا حتى أن ننقل عن مغني مغربي، الشاب رياحي (من بركان) المستوحى من إيقاع السطايفي في بعض أغانيه مثل «نجي نوكوتبيك».

## روابط خارجية
- "Le chanteur Samir Staïfi n'est plus". Setif Info. 8 أكتوبر 201. مؤرشف من الأصل في 2020-10-31..